# Craspedisia spatulata
Craspedisia spatulata är en spindelart som beskrevs av Bryant 1948. Craspedisia spatulata ingår i släktet Craspedisia och familjen klotspindlar. Inga underarter finns listade i Catalogue of Life.